# Смилян (Хорватия)
Смилян (серб. Смиљан, Smiljan, хорв.  Smiljan) — деревня, расположенная в исторической области Лика в Хорватии. Расположена в семи километрах от Госпича. Население около 446 человек (2001). Первое письменное упоминание — 6 декабря 1504 года. Известна тем, что тут родились Никола Тесла и Фердинанд Ковачевич.

## Мемориал Николы Теслы

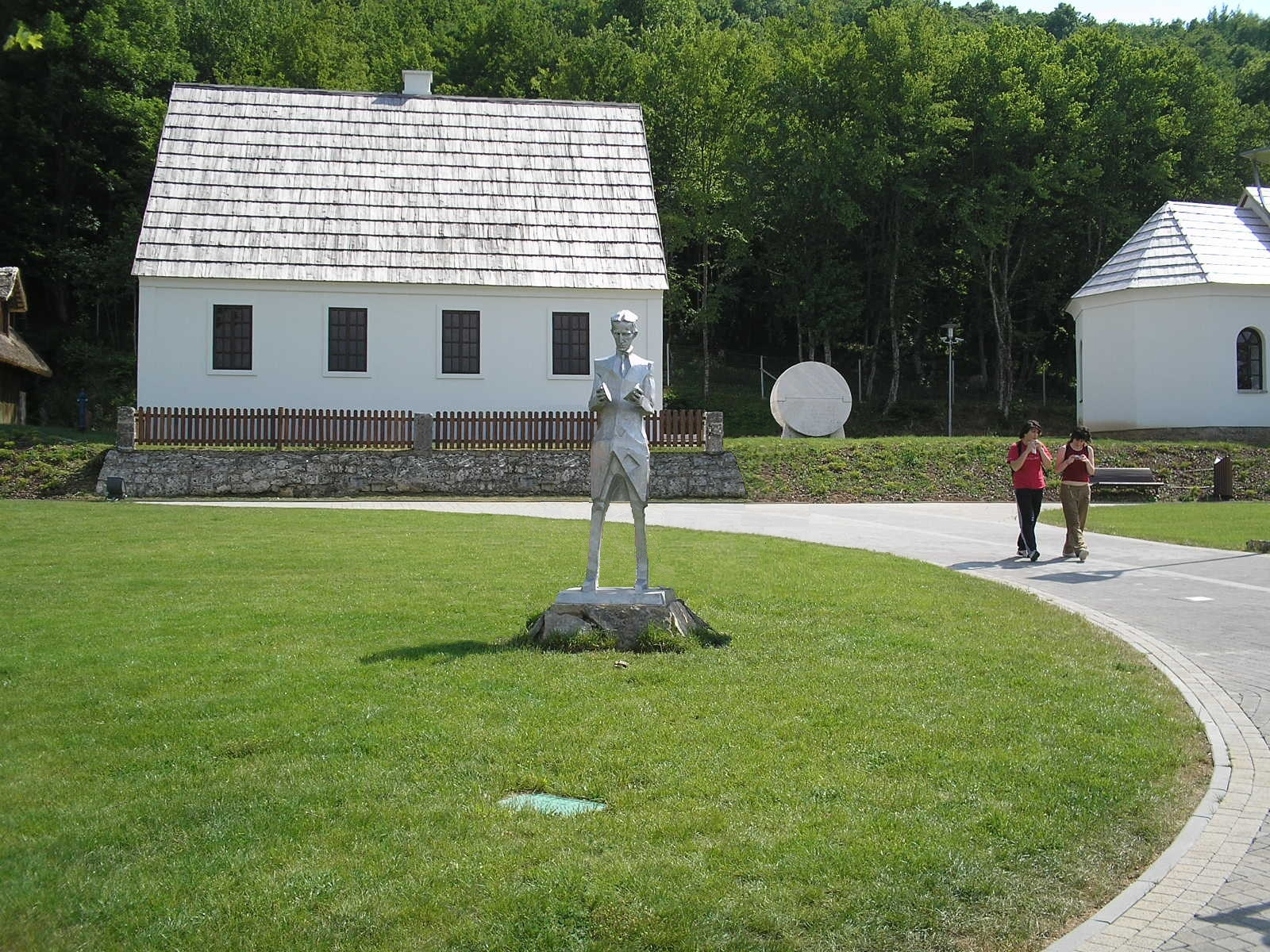
Памятник Николе Тесле на территории мемориала в деревне Смилян.

В деревне Смилян 10 июля 1856 года родился знаменитый изобретатель Никола Тесла. Его отец служил в деревне священником. В связи с празднованием 150-летия учёного в деревне был открыт мемориал его имени. В восстановленном доме был устроен музей.

## Демография
| Статистика изменения численности населения | Статистика изменения численности населения | Статистика изменения численности населения | Статистика изменения численности населения | Статистика изменения численности населения | Статистика изменения численности населения | Статистика изменения численности населения | Статистика изменения численности населения | Статистика изменения численности населения | Статистика изменения численности населения | Статистика изменения численности населения | Статистика изменения численности населения | Статистика изменения численности населения | Статистика изменения численности населения | Статистика изменения численности населения |
| ------------------------------------------ | ------------------------------------------ | ------------------------------------------ | ------------------------------------------ | ------------------------------------------ | ------------------------------------------ | ------------------------------------------ | ------------------------------------------ | ------------------------------------------ | ------------------------------------------ | ------------------------------------------ | ------------------------------------------ | ------------------------------------------ | ------------------------------------------ | ------------------------------------------ |
| 1857                                       | 1869                                       | 1880                                       | 1890                                       | 1900                                       | 1910                                       | 1921                                       | 1931                                       | 1948                                       | 1953                                       | 1961                                       | 1971                                       | 1981                                       | 1991                                       | 2001                                       |
| 2090                                       | 2365                                       | 1973                                       | 1222                                       | 1283                                       | 1162                                       | 1127                                       | 1068                                       | 747                                        | 818                                        | 835                                        | 761                                        | 605                                        | 555                                        | 446                                        |